# Gmina Topojan
Gmina Topojan (alb. Komuna Topojan) – gmina położona w północno-zachodniej części kraju. Administracyjnie należy do okręgu Kukës w obwodzie Kukës.  W 2011 roku populacja wynosiła 1753 mieszkańców – 916 mężczyzn oraz 837 kobiet. Gmina od wschodu graniczy z Kosowem.
W skład gminy wchodzi pięć miejscowości: Brekije, Nimc, Topojan, Turaj, Xhaferraj.